# Crocevia della morte
Crocevia della morte (Miller's Crossing) è un film del 1990 diretto dai fratelli Coen, basato sui romanzi di Dashiell Hammett Piombo e sangue e La chiave di vetro.

## Trama
Stati Uniti, fine anni venti. Tra la cosca mafiosa irlandese di Leo O'Bannon, che da tanti anni spadroneggia incontrastata in città, e quella italiana di Johnny Caspar, da un po' di tempo sempre più in ascesa (tanto da cominciare a minacciare gli affari degli irlandesi), scoppia una guerra a causa di un piccolo allibratore ebreo, Bernie Bernbaum. Questi, infatti, manomette a proprio favore il giro di scommesse di pugilato clandestine in capo a Caspar, causandogli pertanto parecchie perdite, ma siccome l'allibratore è il fratello di Verna, fidanzata di Leo, gode della strenua protezione di quest'ultimo da qualunque tipo di rappresaglia. Tom Reagan, braccio destro di Leo, e che a sua volta intrattiene una relazione segreta con la donna, cerca di risolvere pacificamente la situazione, suggerendo al suo capo di consegnare a Caspar la testa di Bernie (in maniera tale da tenerselo buono, almeno finché non potranno toglierselo di torno senza troppe perdite).
Ma Leo, evidentemente influenzato da Verna, insiste per opporre l'offensiva all'organizzazione di Caspar, spingendosi a scatenargli contro tutte le forze di polizia, grazie al giogo con cui tiene le istituzioni cittadine. L'italiano, in tutta risposta, gli organizza un attentato, a cui Leo scampa per un pelo, pur rimettendoci la sua lussuosa villa (divorata dalle fiamme). Tom, ligio alla sua funzione di consigliere di Leo, e nonostante questo lo esponga a rischi, gli confessa di avere una relazione con Verna, nel vano tentativo di farlo recedere dalla protezione di Bernie e d'acquietare dunque le cose. Leo lo allontana dunque dal gruppo dopo averlo brutalmente pestato dinanzi agli altri membri della cosca. Tom decide allora di rivolgersi a Caspar, di cui aveva già rifiutato una proposta d'assunzione agli inizi del conflitto, e ne diviene il consigliere, aiutandolo all'apparenza a spodestare Leo. La prova di fedeltà che gli viene richiesta è però atroce: uccidere Bernie, che gli uomini di Caspar sono riusciti ad acciuffare.
Accompagnato dagli sgherri di Caspar al Miller's Crossing, una zona boschiva poco fuori città, luogo deputato per l'esecuzione di Bernie, Tom viene lasciato solo affinché faccia il suo compito ma, anche perché mosso a compassione dalle suppliche del malcapitato, alla fine gli risparmia la vita, a patto però che abbandoni la città e si renda pertanto irreperibile, e lo fa così fuggire, sparando poi un paio di colpi a vuoto per simularne l'uccisione. La cosca di Caspar par dunque accettarlo senza remore nei propri ranghi, all'infuori dello spietato e violento Eddie Dane, braccio destro del capomafia italiano, che invece non nutre alcuna fiducia in lui; successivamente, quando viene a sapere che nessuno dei loro era presente quando Tom ha sparato a Bernie, Dane preleva con la forza Tom di propria iniziativa e senza ricevere alcun avallo da Caspar per accertarsi che abbia effettivamente svolto il proprio compito al Miller's Crossing; Tom si dà ormai per spacciato ma, quando arrivano nel luogo esatto in cui sarebbe stato ucciso l'allibratore, rinvengono un cadavere sfigurato da un colpo d'arma da fuoco in piena faccia, cosa dunque che parrebbe tranquillizzare tutti, sebbene Dane continui a nutrirvi dei forti sospetti. 
Pochi giorni dopo, Bernie si rifà inaspettatamente vivo, facendosi trovare da Tom in casa propria: l'allibratore infatti, che ha inscenato la propria morte utilizzando il corpo del suo amante e socio omosessuale Mink, non ha la minima intenzione di sparire dalla scena a mani vuote e, colpito pure nell'amor proprio per averlo dovuto supplicare in ginocchio per aver salva la vita, adesso lo vuol ricattare, chiedendogli una grossissima somma affinché non avvisi Caspar; Tom per il momento non può far nulla e pertanto cerca d'accondiscendere alle sue condizioni, tuttavia più in là gli dirà, per telefono, che il suo ricatto è un'arma a doppio taglio poiché anche lui rischia ugualmente la vita se si venisse a sapere che respira ancora. 
Nel frattempo, Dane scopre la vera identità del cadavere trovato nei boschi e, siccome anche lui intratteneva una relazione omosessuale con Mink, sfoga la sua furibonda vendetta su Tom al cospetto di Caspar, rischiando d'ucciderlo ancor prima che possa confessare la verità, ma Caspar interviene uccidendo a sangue freddo il proprio vice: Tom infatti, sfruttando a proprio vantaggio la circospezione con cui lo trattava Dane ed i legami di quest'ultimo con Mink, era riuscito ad instillare nella mente di Caspar il sospetto che questi stesse dapprima pilotando i raggiri di Bernie (mediante il suo rapporto con Mink) e poi che stesse congiurando assieme al proprio amante per fargli le scarpe, cosa di cui il capomafia italiano infine si convince assistendo a quest'ultimo accesso d'ira di Dane.
Alla fine, Tom riuscirà a ricomporre dunque l'ingarbugliata matassa, eliminando grazie ad un ingegnoso stratagemma sia Caspar, sia Bernie. Infatti, dicendo a Caspar d'aver trovato Mink e d'averlo convinto di volerlo aiutare nascondendolo in casa sua, fa sì che il malavitoso vi si rechi per trovarvi invece Bernie, a cui Tom vi aveva dato appuntamento per "risolvere" la loro faccenda, il quale, credendo dunque d'imbattersi in Tom, uccide a bruciapelo il malavitoso non appena questi varca la soglia di casa; dopodiché Tom si fa consegnare la pistola con cui Bernie ha freddato Caspar (con la scusa di scaricarne la responsabilità su Dane) e lo uccide con la pistola di Caspar, affinché sembri dunque che i due si siano assassinati a vicenda.
Leo ritorna così ad essere il padrone incontrastato della città e, al funerale di Bernie, dice a Tom di essere prossimo a sposare Verna (che oramai non vuole più avere nulla a che fare con Tom). Leo perdona Tom dell'accaduto, soprattutto ora che ha ben chiaro come il suo fosse tutto un piano per aiutarlo a sconfiggere Caspar, e gli offre di nuovo il posto da consigliere, ma Tom rifiuta subito l'offerta e gli dice addio, rinunciando così sia a Leo sia a Verna.

## Produzione
Durante la scrittura di questo film i fratelli Coen ebbero un blocco dello scrittore, di cui approfittarono per trarre l'ispirazione per scrivere Barton Fink - È successo a Hollywood, film che tratta di uno sceneggiatore che non riesce a completare il suo lavoro.
Il personaggio di Tom appare particolarmente ossessionato dal suo cappello: sono innumerevoli le scene in cui lo raccoglie e lo recupera, saldandosi con la scena del sogno iniziale, in cui egli lo perdeva. Il cappello appare il simbolo del tenere la propria vita in ordine: in effetti Tom, che afferma che "nulla è più ridicolo di un uomo che insegue il suo cappello", è tanto freddo e razionale nel suo lavoro di consigliere, quanto disordinato e schiavo delle passioni nella vita privata (il vizio del gioco, la passione per Verna).
Il personaggio di Tom ha altresì qualche punto di contatto con quello di Drugo de Il grande Lebowski, entrambi appaiono infatti singolarmente imperturbabili di fronte allo spettacolo della violenza: Tom in particolare, viene malmenato ripetutamente e non accenna mai una reazione.

## Distribuzione
Fu distribuito nelle sale statunitensi il 22 settembre 1990, mentre in quelle italiane il 15 febbraio 1991.